# Kalervo Rauhala
Kalervo Rauhala (Ylistaro, Finlandia, 19 de octubre de 1930-21 de septiembre de 2016) fue un deportista finlandés especialista en lucha grecorromana donde llegó a ser subcampeón olímpico en Helsinki 1952.

## Carrera deportiva
En los Juegos Olímpicos de 1952 celebrados en Helsinki ganó la medalla de plata en lucha grecorromana estilo peso medio, tras el luchador sueco Axel Grönberg (oro) y por delante del soviético Nikolay Belov (bronce).